# 全国自治体病院協議会
公益社団法人全国自治体病院協議会（ぜんこくじちたいびょういんきょうぎかい、通称: 全自病協、英称: Japan Municipal Hospital Association, JMHA）は、元厚生労働省所管の公益法人である。「自治体病院の一致協力により、自治体病院事業発展とその使命の完遂とを図り、もって国民福祉の向上に寄与すること」を目的に、1953年（昭和28年）7月に設立された。
正会員は地方公共団体によって設立された病院の病院長等であり、学識経験者等が特別会員となっている。この他、地方公共団体立診療所等の所長及び看護教育施設長が準会員となっている。また自治体病院学会を主宰している。

## 沿革
- 1953年（昭和28年）7月 - 全国都道府県立病院協議会設立
- 1962年（昭和37年）
  - 4月 - 全国自治体病院協議会設立
  - 10月 - 第1回全国自治体病院学会を開催
- 1963年（昭和38年）12月 - 社団法人の許可を受ける
- 1977年（昭和52年）
  - 2月 - 創立25周年記念式典を開催
  - 9月 - 医師の無料職業紹介事業を開始
- 1986年（昭和61年）3月 - 自治体立優良病院表彰制度を創設
- 2003年（平成15年）5月 - 創立50周年記念式典を開催
- 2005年（平成17年）4月 - 自治体病院・診療所医師求人求職支援センターを設立